# Комарно
Кома́рно (до 1992 року — Комарне) — місто в Україні, центр Комарнівської міської громади Львівського району Львівської області. До 2020 року входило до Городоцького району.
Розташоване в південно-західній частині Львівської області в Городоцько-Комарнівській увалистій рівнині на березі річки Верещиця (притоки Дністра). Відстань до Львова — 45 км, до залізничної станції — 4 км. Територія міста становить 732 гектари.
У центрі Комарна розташована відновлена дерев'яна церква XVIII ст. і Храм Архистратига Михайла, а при західній околиці — Парк XVII століття з палацом Лянцкоронських.
У дорадянській українській мові відбувалося випущення звуку Н у словах похідних від топонімів закінчених на -на, -не, -ни, -ний, -но, щоб запобігти збігові приголосних. Згідно з тодішньою парадигмою мало би бути:
Кома́рно — кома́ренський — кома́ренщина — кома́ренець.

## Історія

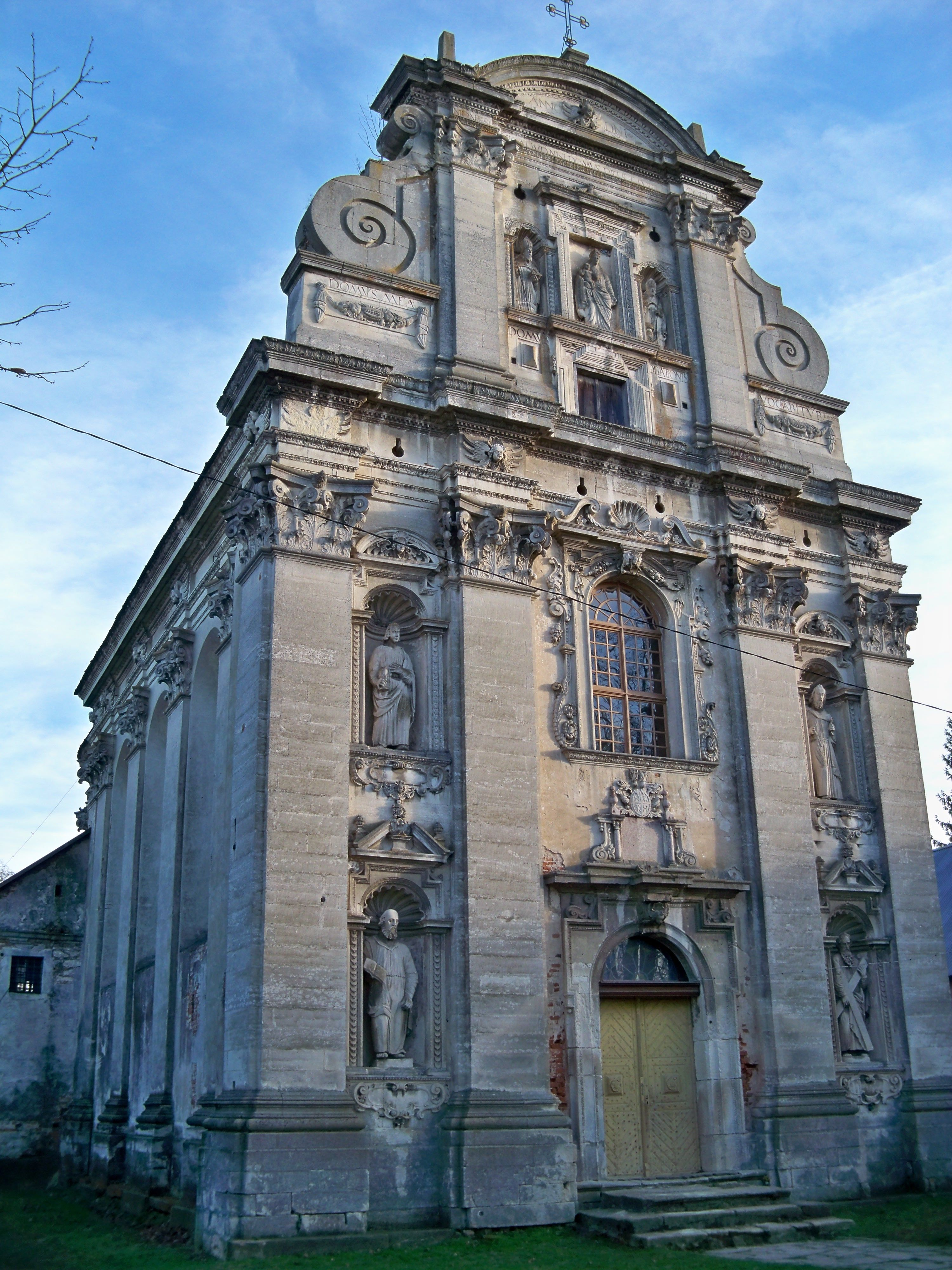
Фасад костелу Різдва Пресвятої Богородиці в Комарні

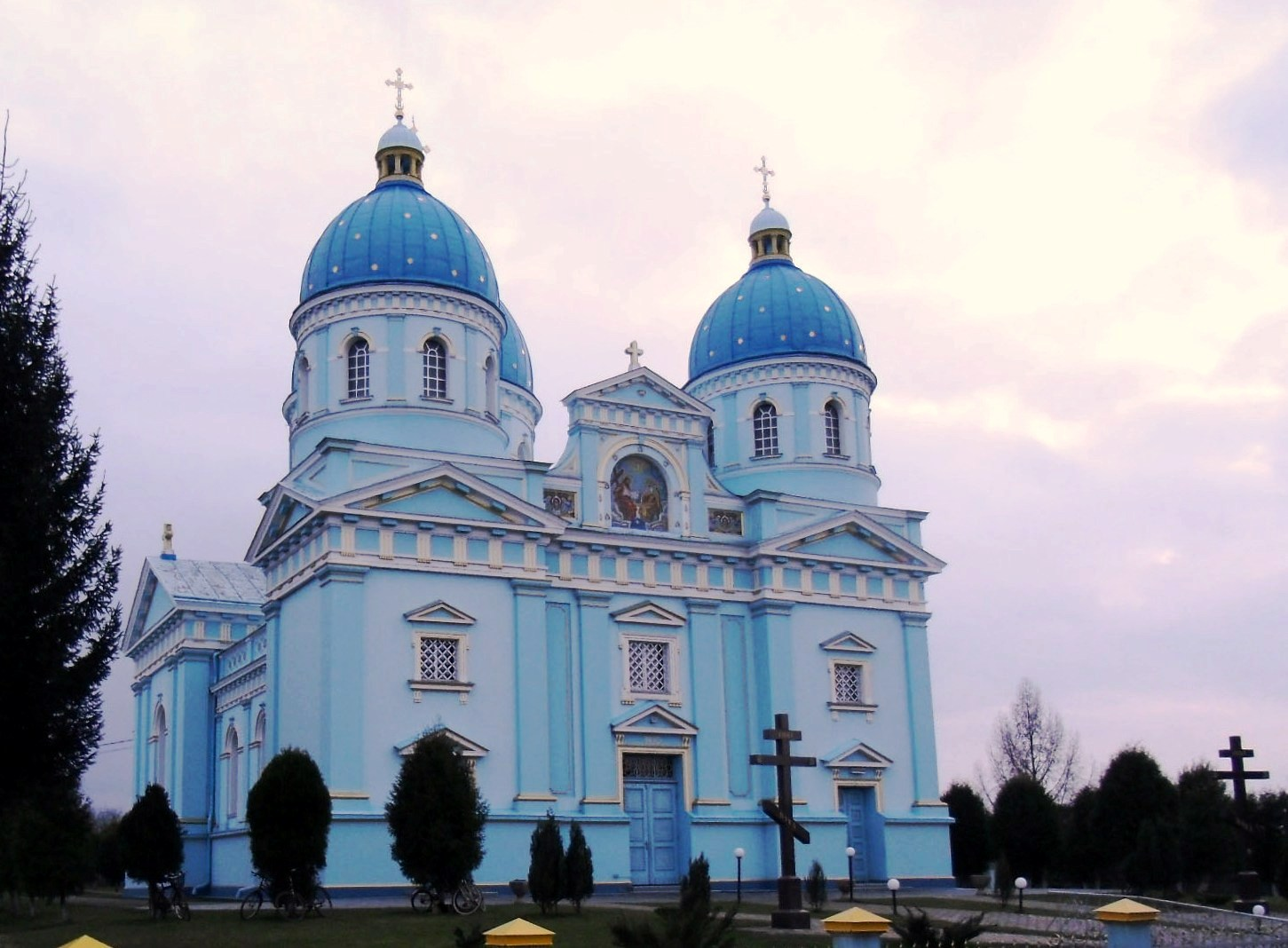
Церква святого Архістратига Михаїла

### Найдавніша історія
Найдавніші сліди людини на території, де нині лежить Комарно, походять з епохи пізнього неоліту (4000-2500 рр. до н. е.), про що свідчать численні знахідки кам'яних знарядь а також кераміки, віднайдені в околицях Комарна. На думку Я.Пастернака (відкривача Успенського собору в Галичі та поховання Ярослава Осьмомисла), тогочасне місцеве населення належало до надбужанської культури, займалося хліборобством і мисливством, володіло крем'яною зброєю та жило в хатах-землянках. Крім того, було віднайдено курганні похованні епохи ранньої бронзи.
Наступні знахідки на території Комарна походять із руської доби. Так перед Першою світовою війною рибалки витягли з Верещиці залізну бойову сокиру. Звісно ж, ця єдина знахідка не може бути свідченням існування тут поселення в руські та галицько-волинські часи, але натякає на це. Тут, імовірно, існувала переправа через Верещицю на шляху між літописними Перемишлем і Щирцем.
 В 1936 році тут було розкопано курган зі знахідками, що відносяться до II тисячоліття до н. е. Наступні знахідки археологів відносяться вже до слов'янських часів: XII століття.
Перша згадка про Комарно датується 1427 роком. Тоді Владислав Ягайло передав князю Дмитрові Семеновичу Друцькому частину королівського домену у Городоцькому повіті Львівської землі Руського воєводства з поселеннями Кліцько, Комарно, Конколовичі (нині не існує), Литовка, Угерці (також не існує) та Хлопи. Названі поселення сформували в майбутньому Комарнівський маєтковий комплекс (Комарнівський ключ).
У ревізії привілеїв на володіння земельними угіддями Руського та Подільського воєводств, проведеній у 1469 р. коронним підканцлером Войцехом з Жихліна, присутня інформація про наступних власників сіл Комарнівського ключа. Станом на цей час села Хлопи, Грімно і "монастир Колодруби" належали Станіславові з Ходча, який займав уряд руського воєводи. Задовго до номінування, Станіслав був дідичем села Хлопи (згадки про це у документах датуються, починаючи з 1455 р.). Серед володінь Станіслава у ревізії 1469 р. саме Комарно не фігурує, однак і воно перебувало у його власності – актові документи за 1454 р. фіксують Станіслава з Комарна, якого цілком можна ідентифікувати з руським воєводою. Власне за його дідицтва, 18 жовтня 1471 р. Комарно отримало від короля Казимира Ягеллончика маґдебурзький привілей.
Одержавши маґдебурзьке право, Комарно залишалося порівняно невеликим містечком — в 1578 році проживало 435 чоловік, значну частину яких становили ремісники. В XVII столітті промисли почали бурхливо розвиватися: з'явились млини, броварні, пасіки, хмелярні, у великих ставках вирощували рибу. Щороку в місті проводилися великі ярмарки, що свідчить про його розташування на важливих торговельних шляхах, які сполучали Україну з країнами Західної Європи.
1524 році турецьке військо, не зумівши підкорити Львів, пішло Чорним шляхом на Комарно, захисники міста зуміли відбити напад чужинців. Менше пощастило поселенню в 1621 році — передмістя спалили татари. Місто, укріплене валами, відчувало ненадійність земляних укріплень в часи розвитку артилерії — невдовзі на валах з'явилися різнокаліберні гармати.
У 1592 році створено місцеве православне братство, при ньому школа, лікарня. За його взірцем подібне братство створюється в передмісті Комарна, при церкві св. Трійці.

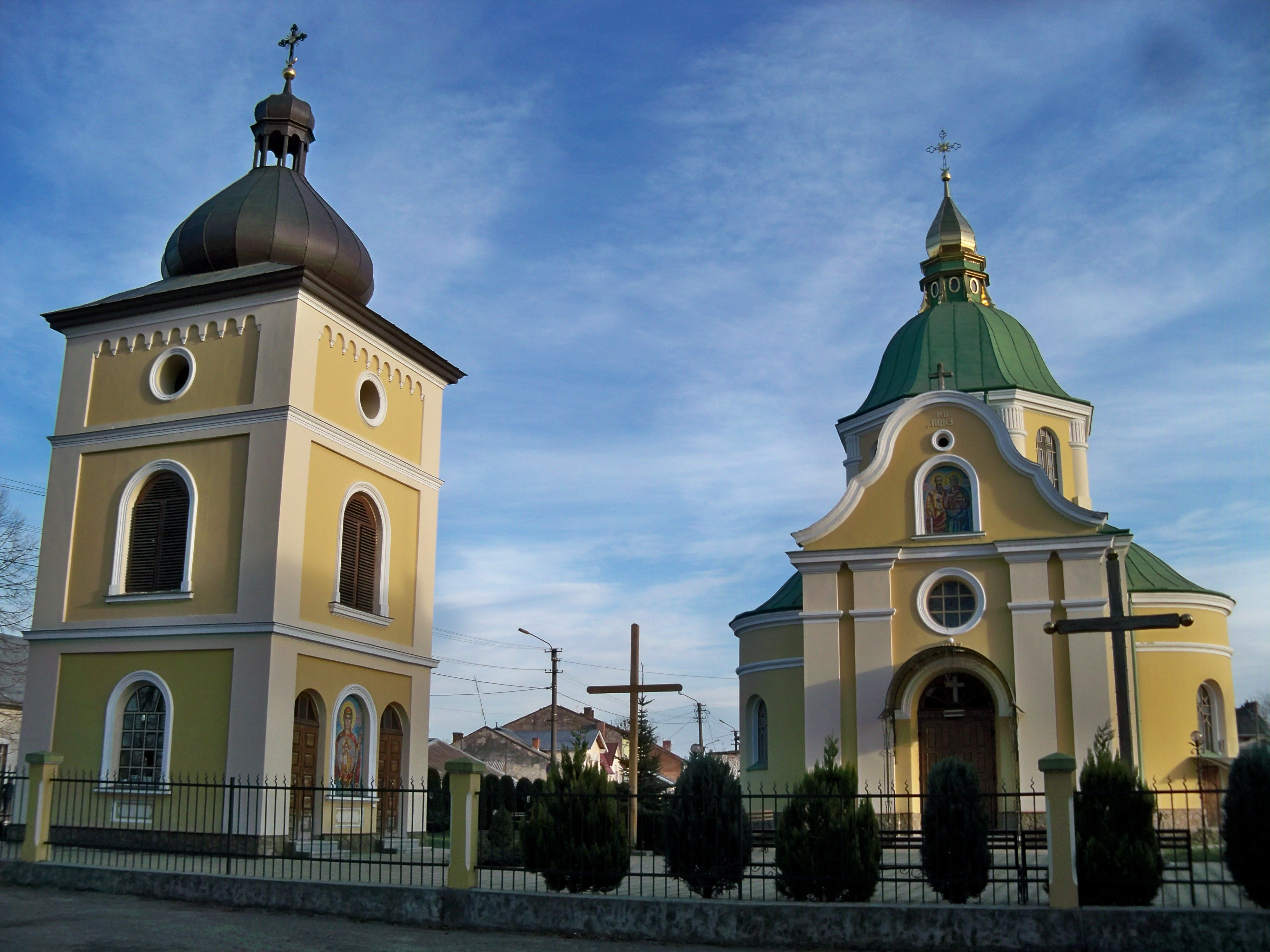
Церква Св. Петра і Павла

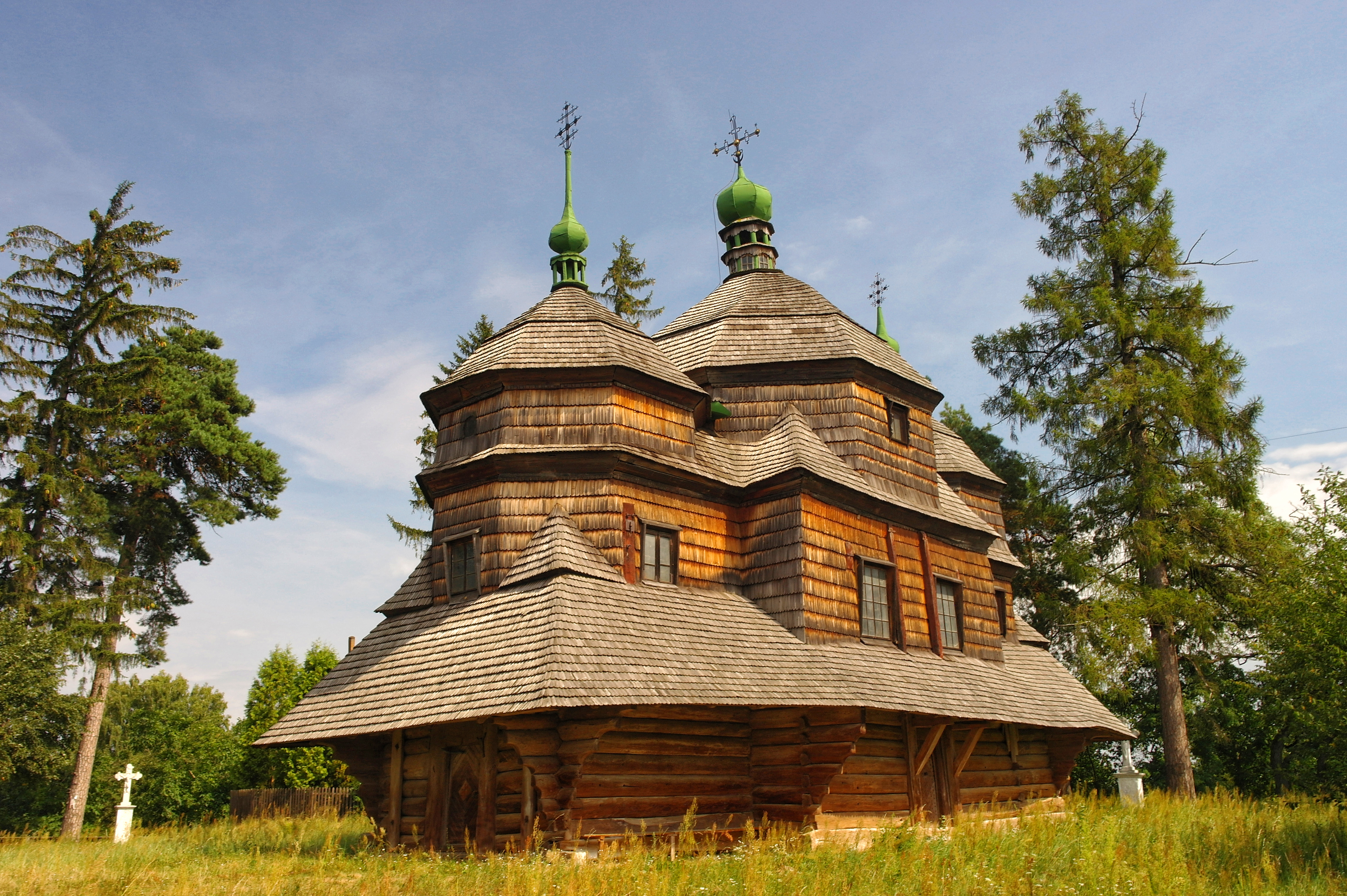
Михайлівська церква

1648 року Хмельницький став під мурами Львова, розіславши при цьому свої полки на здобуття менших міст. Верещиця зі своїми болотами та ставами міцно обороняла деякі з них. Так, не вдалося козацькому полковникові Головацькому через оті болота та комарі взяти містечко Комарно.
Комарно було одним з чотирьох міст, що не впали перед натиском козацьких військ в середині XVII століття. 1672 року половина Західної України потрапила у турецьку неволю, біля Комарна польська армія розгромила 10-тисячне військо Нуреддин-султана. Жителі міста вирили рів поперек дамби, закидавши його дровами. Коли зайди спробували перебратися через дамбу, комарнівці очистили рів — і вода, не відчуваючи більше перешкод на своєму шляху, залила всю долину. Ворог відступив до Рудок та Вишні, де його і перемогли королівські загони.
Згідно інвентаря 1746 р., етнічний склад очільників домогосподарств Комарна виглядав наступним чином: 
| Вулиця (дільниця) міста або група міщан | Українці | Поляки | Євреї | Всього |
| --------------------------------------- | -------- | ------ | ----- | ------ |
| Перша вулиця від костелу                | 0        | 4      | 2     | 6      |
| Друга вулиця на Ринку                   | 0        | 4      | 9     | 13     |
| Третя вулиця на Ринку                   | 0        | 2      | 4     | 6      |
| Четверта вулиця на Ринку                | 0        | 4      | 5     | 9      |
| Вулиця від Самбірської брами            | 0        | 14     | 2     | 16     |
| Вулиця від Львівської брами             | 0        | 22     | 11    | 33     |
| Шевська вулиця                          | 4        | 31     | 2     | 37     |
| Друга вулиця від Львівської брами       | 1        | 11     | 1     | 13     |
| Воляни з передмістя Липа                | 0        | 6      | 2     | 8      |
| Самбірське передмістя                   | 1        | 15     | 1     | 17     |
| Комірники                               | 1        | 18     | 28    | 47     |
| Велике Львівське передмістя             | 20       | 59     | 0     | 79     |
| Передмістя Липа                         | 6        | 9      | 0     | 15     |
| Різні особи, що утримують міські ґрунти | 8        | 35     | 0     | 43     |

13 вересня 1768 року на місцевому Ринку були повішені учасники Коліївщини Максим (з Плещаківки), Сава (з Солопівки), Федір Коваленко (з Журавки), Іван Андрушків (з Бузикевич).

### Власники Комарна і околиць у XVI-XVIII ст.[6][7]
Комарнівський маєтковий комплекс змінив чимале число власників. Станом на 1552 рік ключ охоплював (окрім Комарна) 7 сіл: Грімно, Катериничі, Кліцько, Колодруби, Татаринів, Хлопи, Якимчиці, в яких проживало, за даними джерел, 1542 особи. Маєтковим комплексом володів подільський воєвода Ян Мелецький (пом. 1561), який одночасно був городоцьким старостою і утримував в оренді сусідні села Керниця, Мавковичі і Поріччя. Наприкінці XVI ст. власниками ключа в документах фігурують син Яна Миколай Мелецький (все життя провів у походах і битвах, побувавши в Комарні тільки кілька разів) та донька Миколая Катажина, яка в 1590 році після одруження з Яном Остророґом (згодом зайняв уряд познанського воєводи) внесла його в якості посагу. 
Впродовж більшої частини XVII ст. Комарна з околицями зосереджувалося у руках родини Остророґів. В поборовому реєстрі 1661 р. власником маєтності названий краківський канонік Станіслав Остророґ, внук Яна. За документом до складу ключа, крім Комарна, входило 15 сіл: Андріянів (3 лани), Березець (4,5 л.), Бучали (8 л.), Грімно (23 л.), Зашковичі (частина), Кліцько (8,25 л.), Колодруби (9 л.), Лівчиці (5 л.), Підвисоке (частина), Поріччя (1,75 л.; в оренді Чурковського), Татаринів (6 л.), Угерці (1,75 л.), Хлопи (12 л.), Чуловичі (3 л.), Якимчиці (2 л.). 
Відомо також, що перед 1690 р. маєтністю володів великий коронний хорунжий Ян Станіслав Яблоновський. Обставини і точні дати передачі Остророґами комплексу Яблоновським встановити не вдалося. Можна лише стверджувати, що родинні зв’язки усіх його власників в цей період були досить тісними. Так, дід Яна Станіслава, великий коронний мечник Ян Станіслав у 1630 р. одружився з донькою згаданого вище Яна Остророґа Анною. За свідченнями польського історика Станіслава Цинарського, вона внесла у володіння чоловіка «острозькі дібра». Однак, місто Острог – центр однойменної ординації у Волинському воєводстві – перебував на той момент у власності магнатів Заславських. Ймовірно, мовилося про «остророзькі дібра», тобто про Комарно з околицями. 
26 травня 1690 р. від Яна Станіслава Яблоновського Комарно перейшло у власність Яна Кароля Дольського. Першою його дружиною була донька рогатинського старости Зиґмунта Остророґа і Анни Потоцької Ельжбета, що в свою чергу доводилася двоюрідною онукою того ж таки Яна Остророґа (по батькові), а також племінницею Станіслава «Ревери» Потоцького (по матері), очільника Городоцького староства, яке межувало з Комарнівською маєтністю з півночі. Вдруге Ян Кароль Дольський одружився з Анною Ходоровською, донькою сестри великого коронного гетьмана Станіслава Яна Яблоновського. В свою чергу, для Ходоровської шлюб з Дольським також був другим – вперше вона вийшла за Костянтина Кшиштофа Вишневецького, з яким у неї народився син, Міхал Сервацій Вишневецький. Останній зосередив у своїх руках контроль над Комарнівським ключем після шлюбу з донькою Яна Кароля і Ельжбети Дольських Катажиною. На момент оволодіння (початок XVIII ст.) ключ нараховував, крім Комарна, 23 поселення: Андріянів, Березець, Бірче, Бучали, Горбуля, Грімне, Ґрунт, Зашковичі (частково), Катериничі, Кліцько, Колодруби, Литовка, Лівчиці, Новосілки, Підвисоке, Повергів, Поріччя, Саска (Бартошівка), Свинюша, Татаринів, Хлопи, Чуловичі, Якимчиці.
Старша донька Міхала Сервація Анна у 1722 р. вийшла за ґорждовського старосту Юзефа Оґіньського (з часом набув уряд троцького воєводи). У подружжя в 1730 р. народився син, Міхал Казімеж Оґіньський. У зв’язку з ранньою смертю батька в 1736 р. малолітній Міхал Казімеж не міг претендувати на володіння Комарнівським ключем і маєтність утримував у своїх руках його дід Міхал Сервацій. По смерті останнього в 1744 р. Міхал Казімеж вступив у боротьбу за дідів спадок – йому протистояв інший представник родини Оґіньських, надвірний литовський маршалок Іґнацій. Врешті, Міхал Казімеж Оґіньський зумів закріпити Комарно за собою. Привілеєм короля Станіслава Авґуста від 11 квітня 1767 р. місту в його дідичному володінні було надано право щорічних ярмарків – на Зелені свята і в день св. Михайла.

### Австрійський період
За австрійських часів в Комарні розвивається виробництво полотна, працює суконна фабрика, чиї вироби експортуються навіть до Відня. Мало хто витримував конкуренцію з комарнянськими ткачами, які особливо уславилися виробництвом тонкого полотна, обрусів та ін. Із середовища комарнянських ткачів опісля і вийшов провідник ОУН Євген Коновалець, предки якого походять з цього міста.
Ще один вид експорту з Комарна — фрукти. У 1875 році прибуток лише від торгівлі фруктами склав 12 000 злотих. Працювало 10 маслобоєнь.
В 1908 році зведено цегельний завод (3 млн штук цегли на рік). Діяли дві п'ятикласні школи (чоловіча та жіноча), а також бурса.
На початок XIX ст. тут проживало 2350 чол. Населення всього Комарнівського ключа 1820 року становило 14818 чол.

#### Комарно в Першій світовій війні
Мирне життя Комарна перервала Перша світова війна, яка тут розпочалась з міжнаціонального патріотичного мітингу 1 серпня 1914 року, на якому виступали представники українців, поляків і євреїв. Наступного дня мешканці вітали війська, що їхали на фронт. Втім, це не врятувало Комарно від російської окупації, яка тривала від вересня 1914-го до червня 1915-го. На щастя, війна майже не зашкодила місту, адже обидві армії, російська й австрійська, займали місто під час стрімких наступів, без активних боїв. Проте, відступаючи, росіяни спалили греко-католицьку церкву та кілька будинків на ринку.
Восени 1918 року в Галичині встановилася українська державність. Свою роль у цьому відіграло й Комарно. У ніч на 1 листопада група українських вояків під проводом Гриня Тершаківця роззброїла австрійські частини, дислоковані в місті, та жандармерію в околицях і перебрали владу в свої руки. При цьому трапився курйоз: на постерунку жандармерії в Комарні син роззброїв свого батька зі словами: «Тепер, тату, йдіть спокійно додому, а з вашим крісом буду дальше службу робити». Зранку в місті замайоріли синьо-жовті прапори, з'явилась українська адміністрація, утворено військову комендатуру та міліцію, взято під контроль стратегічні мости та залізничну станцію в Бучалах, налагоджено контакт з українською владою в Городку та Щирці. Один із військових відділів із Комарна на початку листопада взяв участь в боях на околицях Львова, зокрема, зайняли Скнилів. Утім, локальні успіхи українців на Комарнянщині не змогли вплинути на загальну ситуацію на фронті — у травні 1919 року Комарно зайняла польська армія генерала Галлера, сформована у Франції з полонених поляків. Відтак  у місті з'явилася нова, чуже влада, а з нею — нові виклики для українського населення.

### Новітній час
У 1940–1959 рр (за винятком 1941–1944) місто було центром Комарнівського району.
У ніч з 19 на 20 серпня 1944 року Комарно атакував загін УПА. Метою атаки була будівля НКВС. Було взято під контроль поштове відділення, зазнав нападу пункт ВНОС, будівля РВ НКВС була оточена, з початку її закидали гранатами, а потім з криком «Слава Бандері» штурмували, звільнивши 17 ув'язнених оунівців (25 за іншою версією). Втрати партизанів оцінювалися в шість убитих.
Під час операції «Вісла» сюди привозили переселених українців із Польщі. Михайло Боцуля, 1928 року народження, переселений із села Нагірчани (Надсяння) згадує: «Ми не переселенці, ми — вигнанці. Пам'ятаю, осіннього вересневого ранку 1945 року в наше село Нагірчани <…> увійшла велика група польських солдат <…> і дали команду: „За 20 мінут жеби вас тут нє било!“ У селі здійнявся крик, зойк, плач. Транспорту нам ніхто не дав. Хто мав коней, той зложив собі, що міг, на віз і поїхав на станцію Бакунчиці в Перемишлі. І хто не мав коней — брав клунки на плечі, дітей, корову на шнурок і чвалав на станцію пішки, залишивши все в хатині, у стодолі і на полі. Назад дороги нам не було. <…> Ми прибули на станцію Бакунчиці в Перемишлі: більше ніхто до села не повертався, бо поліція і солдати не пускали. Чекали на ешелон надворі під дощем, у холоді і в голоді, бо не можна було зварити їжу навіть для малих дітей. Помістили у вагон чотири сім'ї. Вагони були довоєнні, малі. <…> Вивантажили на станції Комарно. Люди розійшлися по ближніх селах шукати собі житла і пристановища. <…> Однак у селі вільних хат не було: ще не виїхали з нього поляки. Ми цілий місяць жили разом з польською сім'єю…»

## Населення
За оцінкою 2017 року населення Комарна становило близько 4000 осіб.

### Національний склад
Розподіл населення за національністю за даними перепису 2001 року:
| Національність  | Відсоток |
| --------------- | -------- |
| українці        | 98.67%   |
| росіяни         | 0.75%    |
| поляки          | 0.45%    |
| інші/не вказали | 0.13%    |

### Мова
Розподіл населення за рідною мовою за даними перепису 2001 року:
| Мова       | Кількість | Відсоток |
| ---------- | --------- | -------- |
| українська | 3945      | 99.20%   |
| російська  | 20        | 0.50%    |
| польська   | 11        | 0.28%    |
| гагаузька  | 1         | 0.02%    |
| Усього     | 3977      | 100%     |

## Герб міста

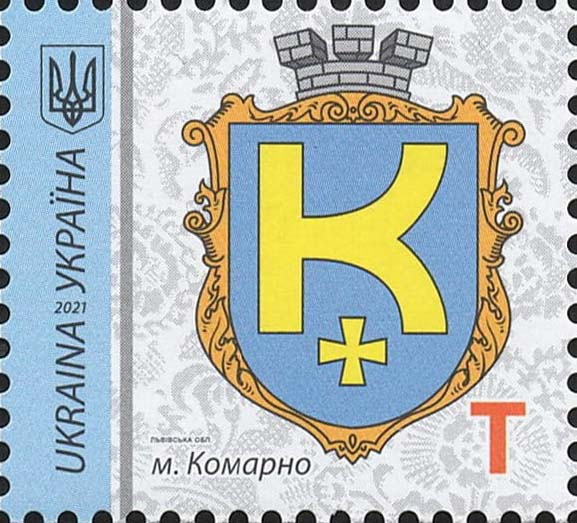
Герб м. Комарно на стандартній поштовій марці України IX випуску № 1965 (2021 р.)

Затверджений 21 лютого 1997 р. рішенням 122 XI сесії міської ради II скликання. У синьому полі золота літера «К», під нею — золотий лапчастий хрестик. Щит обрамований декоративним картушем і увінчаний срібною міською короною з трьома вежками. Автор — Андрій Гречило.
Сигль «К» із хрестом уживався на гербі міста на печатках XVI ст. Ймовірно, що символи відражали географічне розташування Комарна «на крижовому гостинці».
Водночас джерела кінця XIX — початку XX століття (зокрема праці К.Лінда, Г. Ґ. Штреля, М.Ґумовського) подають інформацію про те, що в цей період Комарно користувалось іншим гербом: у синьому полі золота шестипроменева зірка.

## Пам'ятки
- Михайлівська церква (дерев'яна).
- Церква святого Архістратига Михаїла (Комарно).
- Церква святих апостолів Петра і Павла. Розташована на місці давнішої дерев'яної, яка згадувалась у візитації 1764—1765 років. Нова мурована походить із 1848 року. Початково однонавова, терезіанського типу. Згоріла під час бойових дій 1915 року. Відбудована до 1929 року в стилі українського модерну за проектом Євгена Нагірного. Намісний ряд іконостасу виконаний Антоном Манастирським. У 1957—1989 роках зачинена, використовувалась як склад.[13]
- Костел Різдва Пресвятої Богородиці — унікальний зразок оборонного костелу у стилі маньєризму, архітектор Войцех Капінос (молодший).
- Римо-католицька каплиця і старовинне кладовище.
- Палац Лянцкоронських — побудований у XVIII столітті, зруйнований в 2010-ті роки[14].
- Обеліск на східній околиці міста.
- Оборонні вали замку біля стадіону[15].

## Економіка
Промислові підприємства:
- Комарнівський газопромисел ГПУ «Львівгазвидобування»;
- Компресорна станція «Комарно»;

## Спорт
До 1939 року в Комарні була відома українська футбольна команда «Хуртовина» (були також польська і єврейська команди). У радянські часи і дотепер — клуб «Газовик» (зараз — «Хуртовина»), який постійно займає міцні позиції в обласних турнірах серед колективів фізкультури. У цій команді свого часу виступав майбутній гравець збірної України Андрій Гусін. Однією з найсильніших в області тривалий час є волейбольна команда середньої школи.

## Відомі люди
- Бачинський Віктор Теодосійович — народився 15 червня 1952 року в с. Комарно Городоцького району Львівської області. Закінчив державний медичний інститут (1976 р.), кандидат медичних наук (1986 р.), асистент (1979 р.), доцент кафедри судової медицини (1991 р.) Буковинської державної медичної академії. З 1986 р. по 2003 р. очолював Чернівецьке обласне бюро судово-медичної експертизи. З 2003 по 2005 рік начальник управління охорони здоров'я Чернівецької обласної державної адміністрації. Заслужений лікар України (1995 р.), нагороджений пам'ятними медалями: «10 років МВС України» та «Медицина Буковини» (2002 р.); нагороджений орденом «Агапіта Печерського» 2-го ступеня (2004 р.).
- Галун-Блох Марія — американська дитяча письменниця українського походження.
- Богдан (Гірський) — отець Богдан Гірський, редемпторист.
- Ядвіґа Городиська — польська мисткиня, професор, автор скульптури Матері Божої до костелу в Комарні (1936 р.).
- Кос Андрій Михайлович — український адвокат, публіцист.
- Кос Михайло — перший українець лікар-окуліст у Галичині.
- о. Йосиф Лаврівський — парох м. Комарне, брат Юліана Лаврівського; дружиною о. Й. Лаврівського була сестра Митрополита Сембратовича.[16]
- Ліщинський Михайло — поручник дивізії «Галичина», командир 3-ї роти 1-го батальйону 29-го полку дивізії.
- отець Юліян Негребецький — декан комарнівський (УГКЦ), посол до Галицького сейму 1-го скликання[17]
- Мечислав Орлович — доктор права, польський географ, етнограф, краєзнавець і популяризатор туризму.
- Клим Утриско (1897—1919) — поручник Української Галицької Армії, командант сотні.
- Кароль Шайноха — польський історик, публіцист і письменник.
- Юрга Андрій Володимирович (1964—2014) — вояк батальйону «ОУН».

## Міста-побратими
- Нова Демба, Польща (2011)